# Decametra tigrina
Decametra tigrina is een haarster uit de familie Colobometridae.
De wetenschappelijke naam van de soort werd in 1907 gepubliceerd door Austin Hobart Clark.